# Zuid-Korea op de Olympische Zomerspelen 2000
Zuid-Korea nam deel aan de Olympische Zomerspelen 2000 in Sydney, Australië. 

## Medailles
| Sport        | Discipline              | Olympiër | Medaille |
| ------------ | ----------------------- | --- | -------- |
| Boogschieten | Mannenteam              | Jang Yong-ho, Kim Chung-tae, Oh Kyo-moon | Goud     |
| Boogschieten | Vrouwen individueel     | Yun Mi-jin | Goud     |
| Boogschieten | Vrouwenteam             | Kim Nam-binnenkort , Kim Soo-nyung , Yun Mi-jin | Goud     |
| Schermen     | Mannen                  | Kim Young-ho | Goud     |
| Taekwondo    | Mannen +80kg            | Kim Kyong-hun | Goud     |
| Taekwondo    | Vrouwen 57kg            | Jung Jae-eun | Goud     |
| Taekwondo    | Vrouwen 67kg            | Lee Sun-hee | Goud     |
| Worstelen    | Mannen 54kg             | Sim Kwon-ho | Goud     |
| Boogschieten | Vrouwen individueel     | Kim Nam-binnenkort | Zilver   |
| Badminton    | Mannen                  | Lee Dong-soo , Yoo Yong-sung | Zilver   |
| Hockey       | Mannen                  | Zuid-Koreaans hockeyteam - Han Hyung-bae - Hwang Jong-hyun - Jeon Hong-kwon - Jeon Jong-ha - Ji Seung-hwan - Kang Keon-wook - Kim Chel-hwan - Kim Kyung-seok - Kim Jung-Chul - Kim Yong-bae - Kim Yoon - Lim Jong-chun - Lim Jung-woo - Seo Jong-ho - Song Seung-tae - Yeo Woonkon | Zilver   |
| Gymnastiek   | Heren parallelle staven | Lee Joo-hyung | Zilver   |
| Judo         | Mannen 60kg             | Jung Bu-kyung | Zilver   |
| Judo         | Mannen 81kg             | Cho In-Chul | Zilver   |
| Schieten     | Vrouwen 10m             | Kang Cho-hyun | Zilver   |
| Taekwondo    | Mannen 68kg             | Sin Joon-sik | Zilver   |
| Worstelen    | Mannen 76kg vrije slag  | Maan Eui-jae | Zilver   |
| Worstelen    | Mannen 58kg             | Kim In-sub | Zilver   |
| Boogschieten | Vrouwen individueel     | Kim Soo-nyung | Brons    |
| Badminton    | Mannen                  | Ha Taekwon , Kim Dong-maan | Brons    |
| Honkbal      | Mannen                  | Zuid-Koreaans honkbalteam - Chong Tae-hyon - Chung Min-tae - Hong Sung-heon - Jang Sung-ho - Jin Pil-jung - Jung Soo-keun - Kim Dong-joo - Kim Han-soo - Kim Ki-tae - Kim Soo-kyung - Kim Tae-gyun - Koo Dae-sung - Lee Byung-kyu - Lee Seung-ho - Lee Seung-yeop - Lim Chang-Yong - Lim Sun-Dong - Park Jae-hong - Park Jin-man - Park Jong-ho - Park Kyung-oan - Park Seok-jin - Zoon Min-han - Lied Jin-woo | Brons    |
| Schermen     | Mannen                  | Lee Sang-gi | Brons    |
| Gymnastiek   | Mannen balk             | Lee Joo-hyung | Brons    |
| Judo         | Vrouwen 63kg            | Jung Sung-sook | Brons    |
| Judo         | Vrouwen 70kg            | Cho Min-zon | Brons    |
| Judo         | Vrouwen +78kg           | Kim Seon-jong | Brons    |
| Tafeltennis  | Vrouwen                 | Kim Moo-kyo , Ryu Ji-hae | Brons    |
| Worstelen    | Mannen 63kg vrije slag  | Jang Jae-sung | Brons    |

## Overzicht per sport
| Sport         | Deelnemers | Goud | Zilver | Brons | Totaal |
| ------------- | ---------- | ---- | ------ | ----- | ------ |
| Atletiek      |            |      |        |       |        |
| Badminton     |            |      | 1      | 1     | 2      |
| Boogschieten  |            | 3    | 1      | 1     | 5      |
| Boks          |            |      |        |       |        |
| Gewichtheffen |            |      |        |       |        |
| Gymnastiek    |            |      | 1      | 1     | 2      |
| Hockey        |            |      | 1      |       | 1      |
| Honkbal       |            |      |        | 1     | 1      |
| Judo          |            |      | 2      | 3     | 5      |
| Paardensport  |            |      |        |       |        |
| Roeien        |            |      |        |       |        |
| Schermen      |            | 1    |        | 1     | 2      |
| Schietsport   |            |      | 1      |       | 1      |
| Taekwondo     |            | 3    | 1      |       | 4      |
| Taffeltennis  |            |      |        | 1     | 1      |
| Tennis        |            |      |        |       |        |
| Triatlon      |            |      |        |       |        |
| Turnen        |            |      |        |       |        |
| Volleybal     |            |      |        |       |        |
| Waterpolo     |            |      |        |       |        |
| Wielrennen    |            |      |        |       |        |
| Worstelen     |            | 1    | 2      | 1     | 4      |
| Zeilen        |            |      |        |       |        |
| Zwemmen       |            |      |        |       |        |
| Totaal        |            | 8    | 10     | 10    | 28     |